# Frans Timmermans
Franciscus Cornelis Gerardus Maria „Frans“ Timmermans (* 6. května 1961 Maastricht) je nizozemský politik, v letech 2014–2023 místopředseda Evropské komise vedené Junckerem a od roku 2019 von der Leyenovou. Mezi roky 2019–2023 byl také evropským komisařem pro opatření v oblasti klimatu. V srpnu 2023 opustil první komisi von der Leyenové, když se stal premiérským kandidátem koalice Strany práce a Zelené levice v listopadových parlamentních volbách.
V letech 2014–2019 působil jako komisař pro lepší regulaci, institucionální vztahy, vládu práva a chartu základních práv. V letech 2012–2014 zastával úřad ministra zahraničí ve druhé vládě Marka Rutteho. Během úřadování zahájil vyšetřování sestřelení letu Malaysia Airlines 17.
V eurovolbách 2019 kandidoval jako spitzenkandidát, volební lídr skupiny Pokrokového spojenectví socialistů a demokratů. Jeho kandidaturu na post předsedy komise na povolebním summitu EU v červenci 2019 zablokovaly státy visegrádské čtyřky s Itálií. Premiér Andrej Babiš jej označil za potenciální absolutní katastrofu. Vlády Polska, Maďarska a Rumunska Timmermansovi oponovaly kvůli jeho dřívějšímu zpochybňování nezávislosti justic zmíněných států a kritice jejich přístupu k migrační krizi.
V období 1985–1990 byl členem strany Demokraté 66 a v roce 1990 vstoupil do Strany práce.
S manželkou Irene Timmermansovou má čtyři děti. Hovoří šesti jazyky (nizozemsky, anglicky, francouzsky, německy, italsky a rusky).

## Vyznamenání
- komtur Řádu za zásluhy – Rumunsko, 2006[5][6]
- důstojník Řádu za zásluhy Polské republiky – Polsko, 18. října 2006 – udělil prezident Lech Kaczyński za vynikající služby při propagaci polských záležitostí[7]
- rytíř Řádu čestné legie – Francie, 2007
- velkokříž Řádu Jižního kříže – Brazílie, 2008
- Řád kříže země Panny Marie I. třídy – Estonsko, 6. května 2008[8]
- velkokříž Řádu litevského velkoknížete Gediminase – Litva, 18. června 2008[9]
- komtur Řádu polární hvězdy – Švédsko, 2009
- velkokříž Řádu za zásluhy – Chile, 2009
- rytíř Řádu Oranžsko-nasavského – Nizozemsko, 2010
- velkokříž Řádu za zásluhy Polské republiky – Polsko, 23. června 2014 – udělil prezident Bronisław Komorowski za vynikající zásluhy o rozvoj polsko-nizozemských vztahů[10]